# ヴァランジュヴィル＝シュル＝メール
ヴァランジュヴィル＝シュル＝メール （Varengeville-sur-Mer）は、フランス、ノルマンディー地域圏、セーヌ＝マリティーム県のコミューン。
海に面した墓地には、とりわけ、教会のステンドグラスをデザインしたジョルジュ・ブラック、劇作家ジョルジュ・ド・ポルト・リシュ（fr）、作曲家アルベール・ルーセル、画家ジャン＝フランシス・オービュルタンが埋葬されていることが知られている。印象派の画家クロード・モネは、ヴァランジュヴィルを訪れその風景を描いている。

## 地理

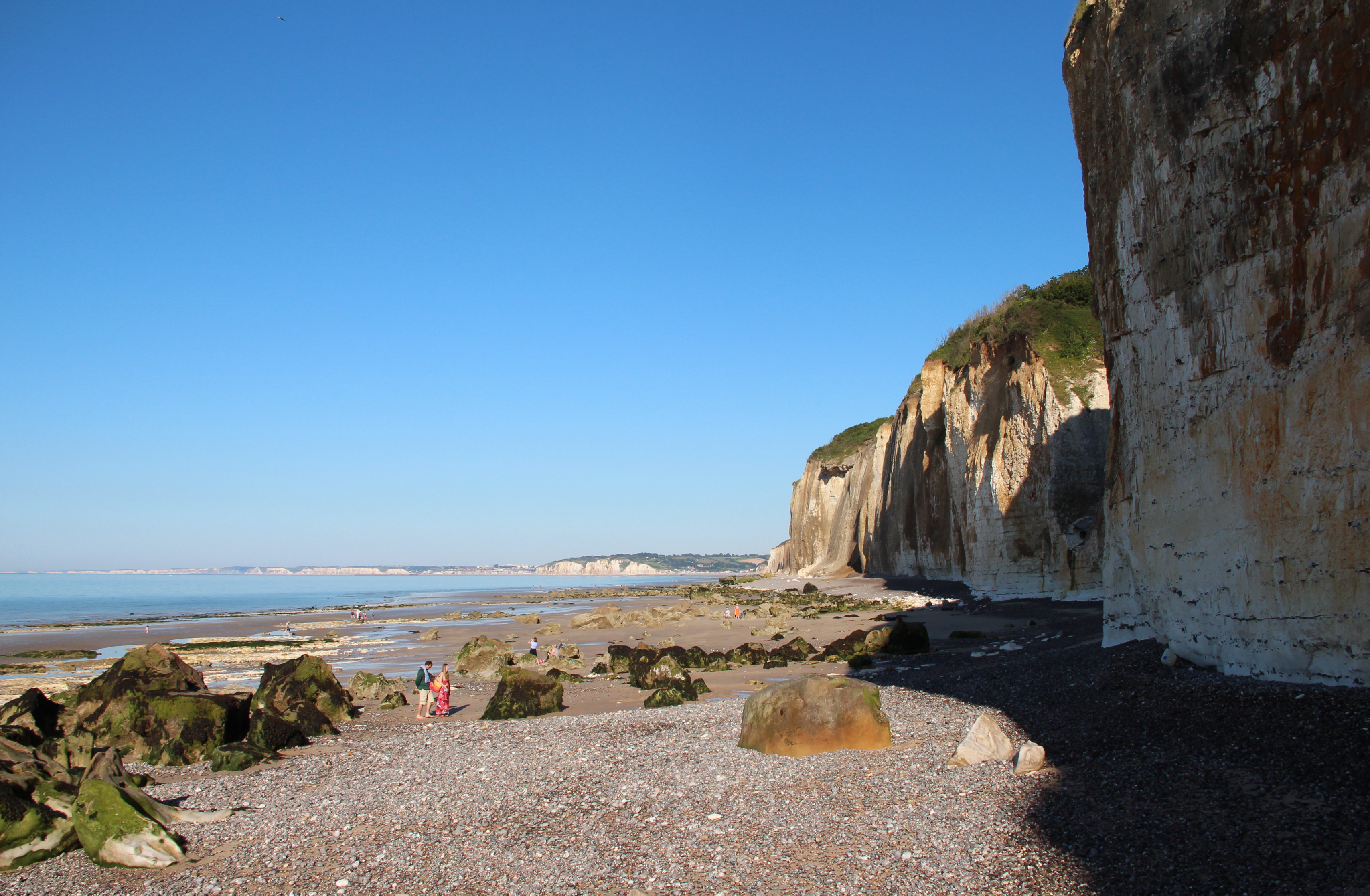
ヴァステリヴァルの海岸

コー地方にある。現地ではヴァルーズと呼ばれる、海に面し侵食された白い崖は、マンシュ海峡への往来を容易にする。コミューンはディエップの西およそ5kmのところ、プールヴィルとサント＝マルグリット＝シュル＝メールの中間にある。

## 由来

### ヴァランジュヴィル
地名は、1035年にWaringivillaであったことが証明されている。12世紀にはWare[n]gervillaであった。これは中世の地名で、-villeとは『農村のドメーヌ』を意味し、すなわちvillageとなる（ガロ＝ローマ語のvillaという単語から派生している。ラテン語で農村のドメーヌはvilla rusticaである）。そして先行するのは、頻繁に見られるように、ゲルマン語（またはノルマンディーのアングロ・スカンジナビア語）発祥の人名である。おそらく、フランク族の男性名Warengariusを必要とする可能性が高い。セーヌ＝マリティーム県では今もVarangerという姓が見られるからである。サルト県ではGuérangerとGarangerという姓がある。頭文字のWが12世紀にVに移行したのは、ノルマンディー北部にあるヴァランジュヴィルの状況で説明がつく。一方で、さらに南（そして標準フランス語）ではGarangevilleという姓が生まれた。

## 歴史
19世紀、我々はカトリエ地区で多くの砦跡を見ることができたが、今日では消え失せてしまい、いつから存在したのかその日付もわからないままである。多分、それは古代遺跡だったのだろう。

## 人口統計
| 1962年 | 1968年 | 1975年 | 1982年 | 1990年 | 1999年 | 2006年 | 2015年 |
| ------ | ------ | ------ | ------ | ------ | ------ | ------ | ------ |
| 1011   | 986    | 998    | 1050   | 1048   | 1179   | 1071   | 985    |

参照元:1962年から1999年までは複数コミューンに住所登録をする者の重複分を除いたもの。それ以降は当該コミューンの人口統計によるもの。1999年までEHESS/Cassini、2006年以降INSEE

## 史跡
- サン・ヴァレリー教会と墓地 - 歴史的記念物[8]
- アンゴのマノワール - 歴史的記念物[9]
- ボワ・デ・ムティエ庭園（fr） - 1897年、海を見下ろす30エーカーの土地を手に入れたギヨーム・マエと夫人のアデライードが、以後40年かけて守り育てた。エドウィン・ラッチェンスとガートルード・ジーキルが庭園とその構造物のデザインにかかわっている。現在もマエ家の私有庭園。歴史的記念物[10]

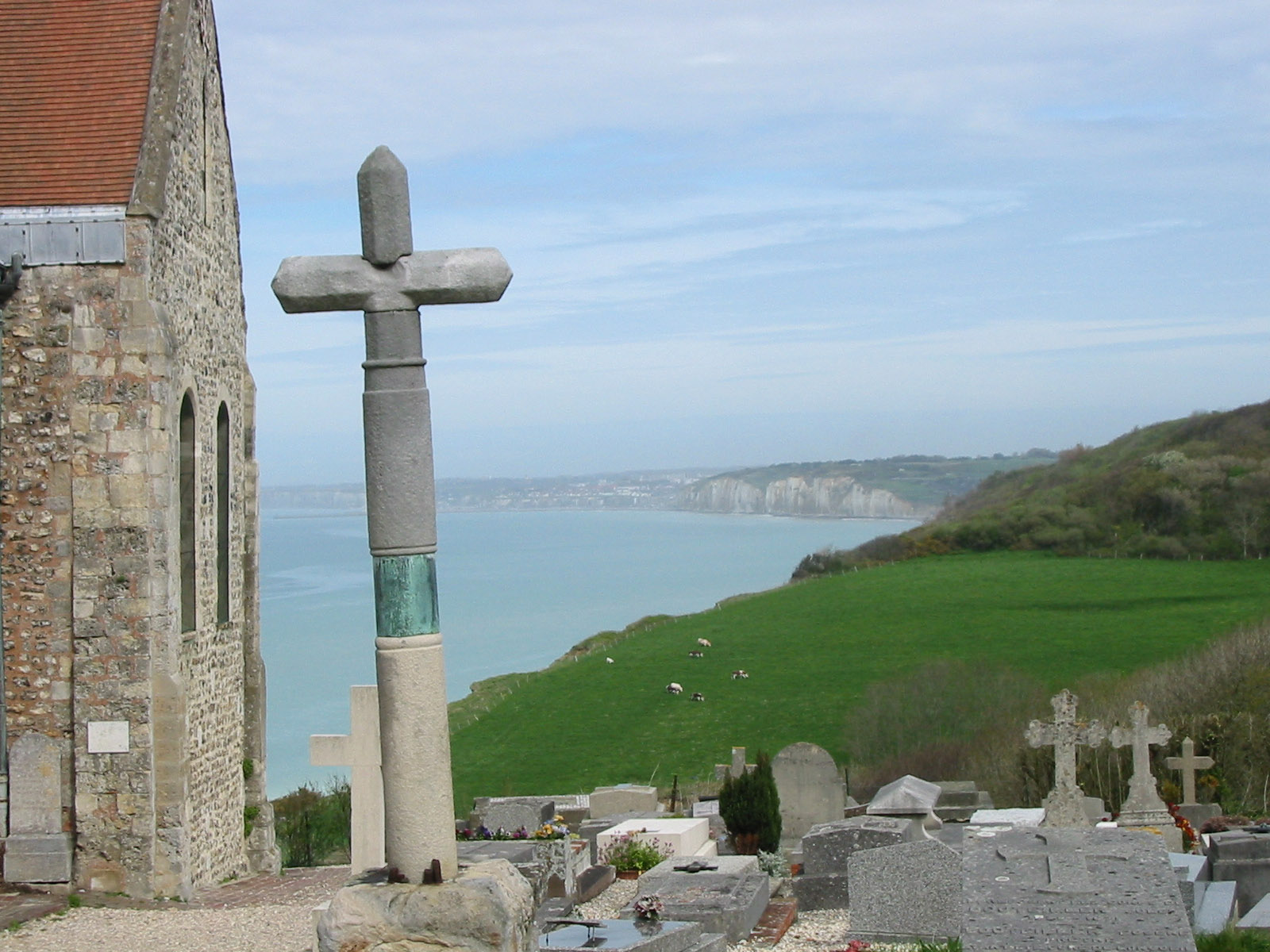
墓地
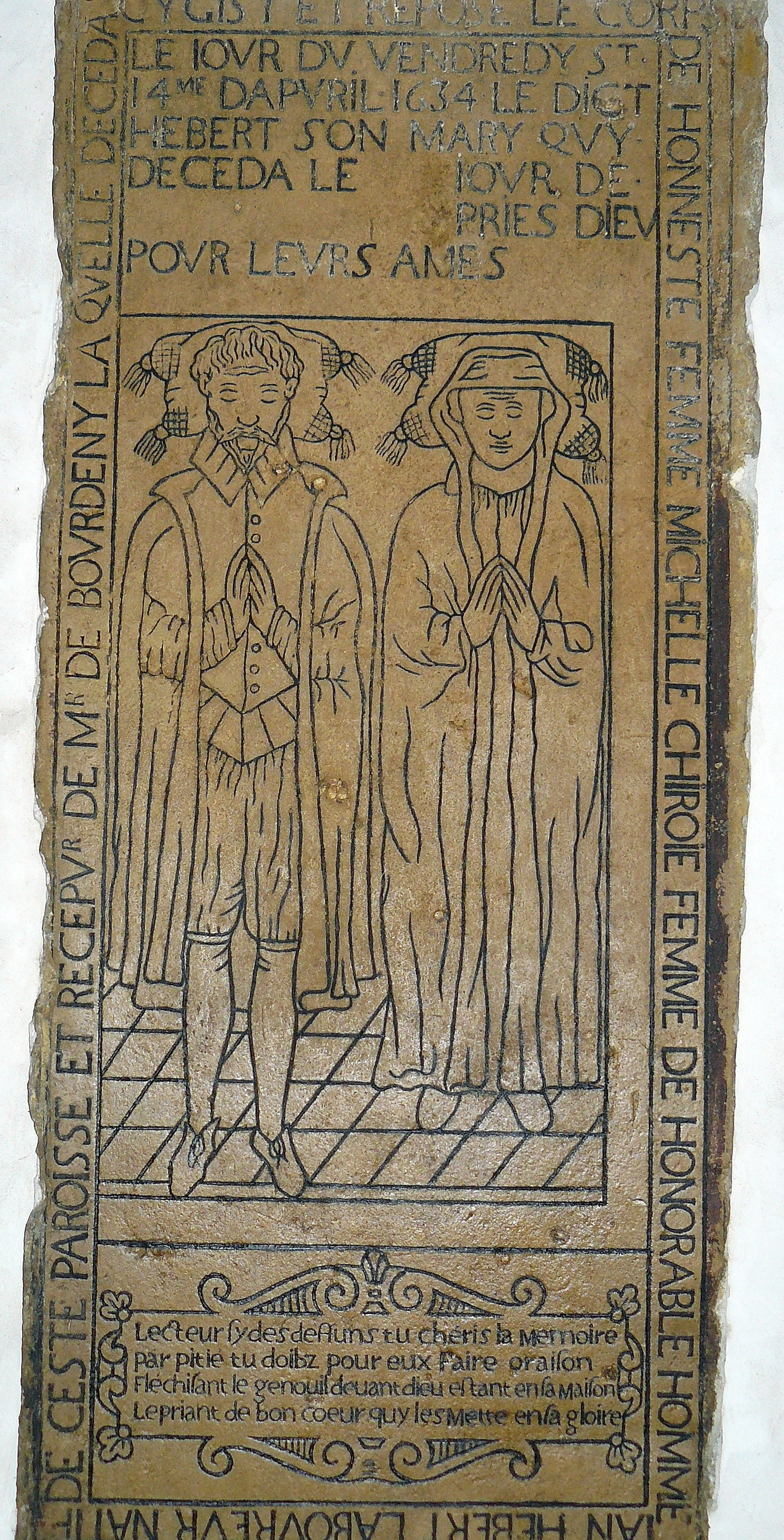
17世紀の副葬品である平板に描かれた絵
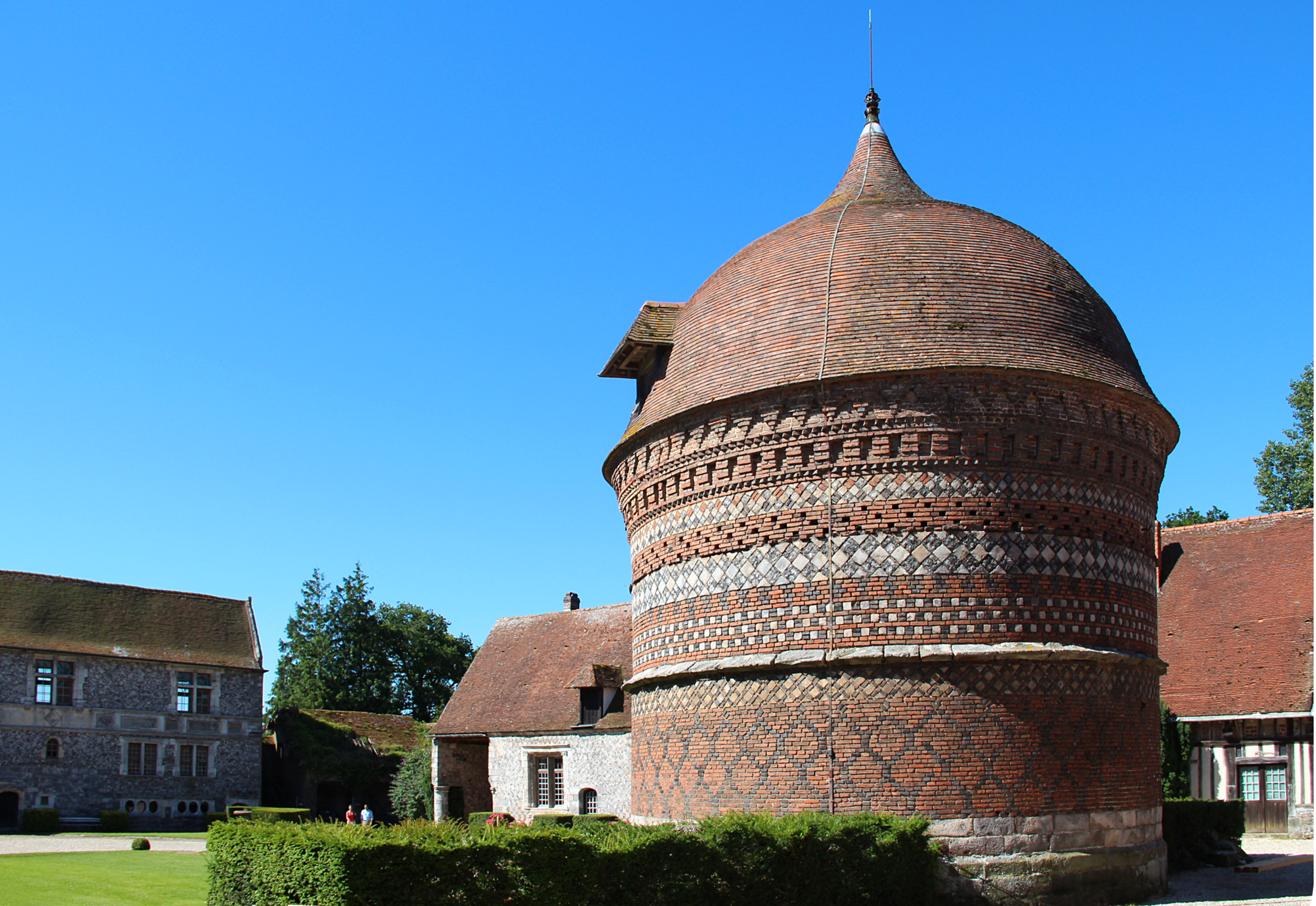
アンゴのマノワールにあるハト小屋
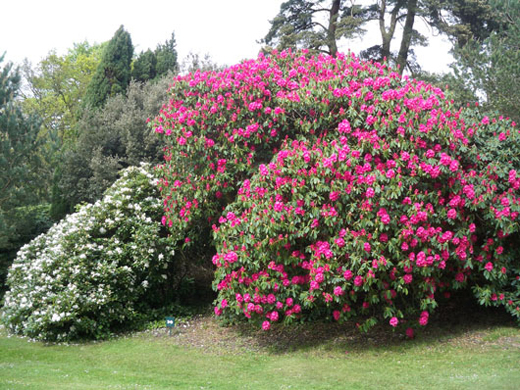
ボワ・デ・ムティエ庭園

## 参照
1. ↑  "Patrick Boulier - Maire Mairie de Varengeville-sur-Mer". www.normandieonline.com. 2016年3月3日時点のオリジナルよりアーカイブ。2015年11月1日閲覧。
2. ↑  François de Beaurepaire (préf. fr:Marianne Mulon), Les Noms des communes et anciennes paroisses de la Seine-Maritime, Paris, A. et J. Picard, 1979, 180 p. ISBN 2-7084-0040-1 (OCLC 6403150). p. 159.
3. ↑  F. de Beaurepaire, op. cit.
4. ↑  Répartition du patronyme Varanger
5. ↑  http://cassini.ehess.fr/cassini/fr/html/fiche.php?select_resultat=38870
6. ↑  https://www.insee.fr/fr/statistiques/3293086?geo=COM-76720
7. ↑  http://www.insee.fr
8. ↑  http://www2.culture.gouv.fr/public/mistral/merimee_fr?ACTION=CHERCHER&FIELD_1=REF&VALUE_1=PA00101077
9. ↑  http://www2.culture.gouv.fr/public/mistral/merimee_fr?ACTION=CHERCHER&FIELD_1=REF&VALUE_1=PA00101079
10. ↑  http://www2.culture.gouv.fr/public/mistral/merimee_fr?ACTION=CHERCHER&FIELD_1=REF&VALUE_1=PA00101078